# 조용헌
조용헌(1961~ )은 건국대학교 문화콘텐츠학과 석좌교수를 맡고 있는 대한민국의 칼럼니스트이다.

## 생애
조용헌은 1961년 전라남도 순천시 출신이다.
원광대학교와 원광대 원불교대학원 불교민속학 석사학위를 받고 건국대학교 문화콘텐츠학과 석좌교수를 맡고 있다.
대한민국의 칼럼니스트로 《조용헌의 휴휴명당》, 《서울의 재발견》, 《두승산 유선사》, 《동양학을 읽는 아침》,《조용헌의 인생 독법》을 저술하였다.
2004년 9월 1일부터 조선일보에 조용헌의 살롱을, 농민신문에는 조용헌의 주유천하라는 칼럼을 연재하고 있다.
조용헌은 강호江湖에서 만난 유儒.불佛.선仙 고수들과 교유하며 체득한 콘텐츠를 융합해 동양학의 관점에서 체계적.대중적으로 풀어낸, 이른바 '강호동양학' 학자라고 자칭한다.
2012년 6월 4일 매경이코노미에 [조용헌의 八字기행] 食神生財 …베풀어 인심을 사면 돈은 따라온다를 썼다. 대표적인 친일 기업가 문명기의 장삿꾼 행적을 서술한 것인데 그가 큰 재물을 갖게 된 원인이 베풀어 인심을 사면 돈은 따라온다로 결론을 맺는다.
2014년 3월 17일자 조선일보 ‘조용헌 살롱’에서 ‘대구의 여걸(女傑)’이라는 글을 썼다. 여기에서 일제하 대표적인 친일 기업인인 문명기의 딸 문신자를 등소평에 버금가는 문소평이라고 거론해 물의를 빚기도 했다. 이 내용은 2017년 펴낸 <동양학을 읽는 아침>에 들어있기도 하다.
그곳에서 “중국에는 등소평이 있고, 대구에는 문소평이 있다”로 시작하는 글 내용에서 문씨에 대해 등소평과 버금간다는 뜻인 ‘문소평’에 대해 들은 이야기를 칭송하는 이야기로 나타냈다. 그의 아버지 문명기(文明琦, 1878∼1968)씨에 대한 이야기와 함께 그녀의 어머니가 딸에게 미친 특이한 가정교육까지 적었던 것이다.
이 글을 본 경북 청송에 사는 지○○씨가 지역신문인 고향신문에 느낀 비애와 울분을 토로하며 올렸는 바, 그 제목이 ‘친일파 후손 문ㅇㅇ씨 극찬하는 조선일보의 기사를 보며’였다.
아직도 친일파 후손들이 전국 도처에서 부(富)를 굴리며 떵떵거리며 살아가는 반면에, 일제에 항거했던 독립군이나 의병장의 후손들은 가난에 치를 떨며 어렵게 생활하고 있는 현실에서 보은(報恩)이 무엇인지를 다시금 생각나게 해주는 정의로운 글이었다는 평을 받았다.